# Carlo Stefano d'Asburgo-Teschen
Carlo Stefano d'Asburgo-Teschen, nome completo Carlo Stefano Eugenio Vittorio Felice Maria d'Asburgo-Teschen (Brno, 5 settembre 1860 – Żywiec, 7 aprile 1933), è stato un membro della Casata degli Asburgo e ricoprì la carica di ammiraglio della Marina austro-ungarica.

## Biografia
L'arciduca Carlo Stefano era figlio dell'arciduca Carlo Ferdinando d'Asburgo-Teschen (a sua volta figlio dell'arciduca Carlo d'Austria-Teschen) e di sua moglie, l'arciduchessa Elisabetta Francesca d'Asburgo-Lorena. Egli nacque al castello di Židlochovice (Gross Seelowitz), presso Brno in Moravia. Al suo battesimo, suoi padrini furono la regina Maria Teresa di Baviera, l'arciduca Federico d'Austria-Teschen, la regina Maria Cristina di Spagna e l'arciduca Eugenio d'Austria.

## Carriera

### Carriera militare
Nel 1879 Carlo Stefano venne assegnato alla marina austro-ungarica. Nel 1879 accompagnò l'ammiraglio Hermann von Spaun, in un viaggio in Brasile e Nord America a bordo della goletta Saida.  Nel 1896 si ritirò dal servizio effettivo dopo che la stessa marina austriaca aveva perso ogni influenza dopo il crollo dei porti dell'area triestina e balcanica. Continuò, ad ogni modo, ad esserne un fervido sostenitore e prestò aiuto nelle operazioni in corso; nel 1911 ottenne il grado di ammiraglio. Nel 1918 l'Imperatore Carlo I d'Austria lo pose al servizio nel porto di Cattaro (oggi in Montenegro). Carlo Stefano raccomandò una radicale riorganizzazione della marina e nominò Miklós Horthy come comandante in capo.

### Candidato alla corona polacca
Il 5 novembre 1916 l'Imperatore tedesco Guglielmo II e l'Imperatore austriaco Francesco Giuseppe conclusero un atto per rendere indipendente la Polonia sotto una corona regale autonoma. Carlo Stefano venne candidato per un'eventuale reggenza del trono.
A quel tempo infatti Carlo Stefano viveva a Żywiec e la scelta era stata motivata dal fatto che egli era in grado di parlare correttamente e fluentemente il polacco. Con questi intenti, due delle sue figlie vennero date in sposa a principi polacchi delle nobili e secolari casate dei Radziwiłł e dei Czartoryski.
Ad ogni modo, il progetto sfumò in breve per i troppi contrasti che sarebbero sorti e Carlo Stefano dovette abbandonare l'idea di divenire re di Polonia.

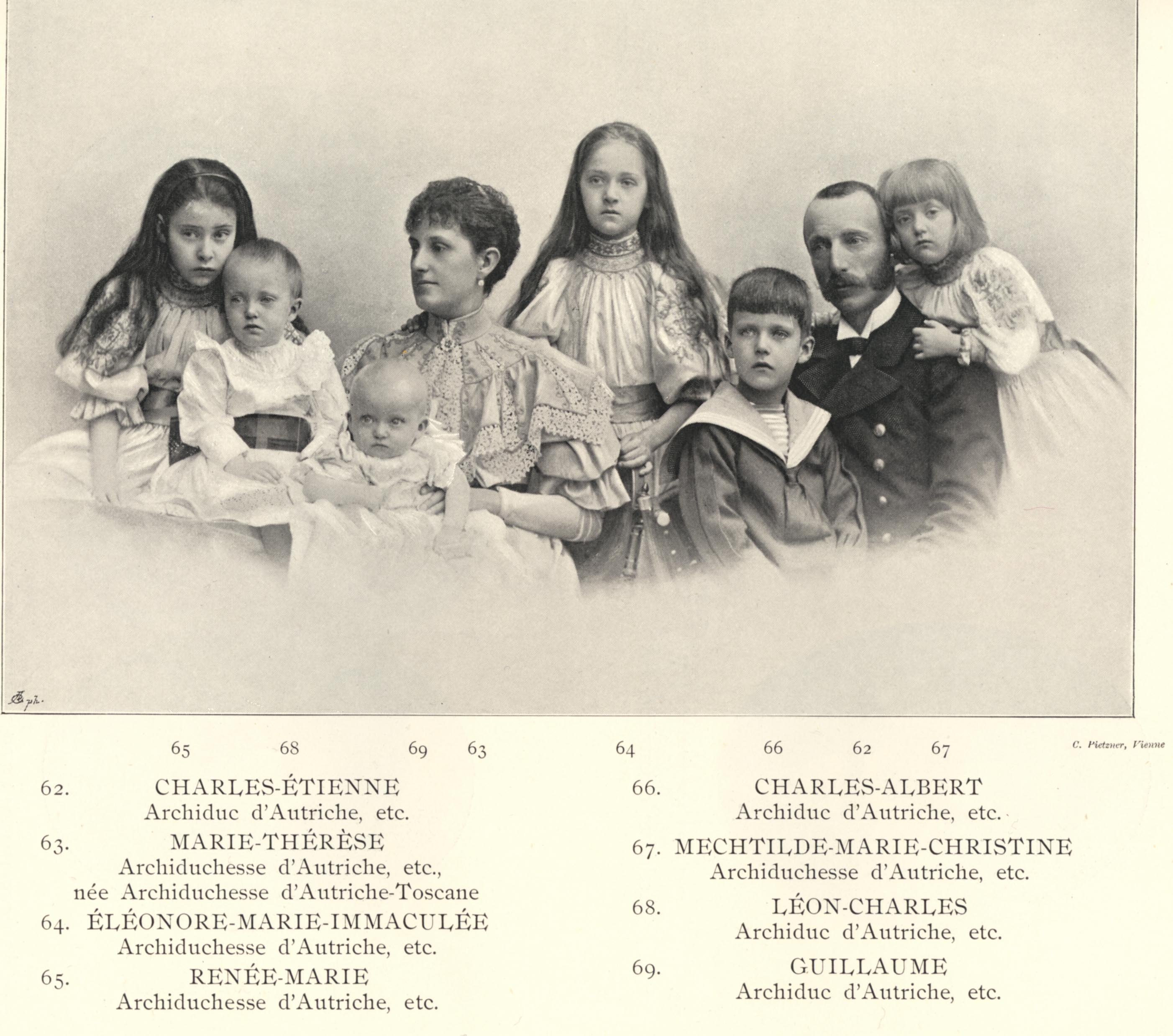
L'Arciduca Carlo Stefano, sua moglie Maria Teresa d'Asburgo-Toscana, con i loro figli, 1896.

Anche alla fine della prima guerra mondiale, Carlo Stefano continuò a risiedere a Żywiec, dove morì nel 1933.

### Vela
Oltre alla sua carriera professionale come ufficiale di marina, Carlo Stefano si interessò attivamente alla vela. Era un ufficiale di bandiera dell'Imperial e Royal Yacht Squadron. Il suo interesse per la vela lo portò in Inghilterra in diverse occasioni incluso nel 1879 per la Royal Yacht Squadron Regatta,, nel 1900 e nel 1911. Nel 1892 fu nominato membro del (British) Yacht Racing Association. Comprò diversi yacht inglesi tra cui la Valchiria dal conte di Dunraven nel 1892 e la Ul da Ramage e Ferguson Limited nel 1911. Il suo yacht Waturus fu venduto a Randal Morgan, un americano, nel giugno del 1902, e alla fine ha avuto una lunga carriera in marina sia in servizio militare e civile come HMCS Hochelaga.

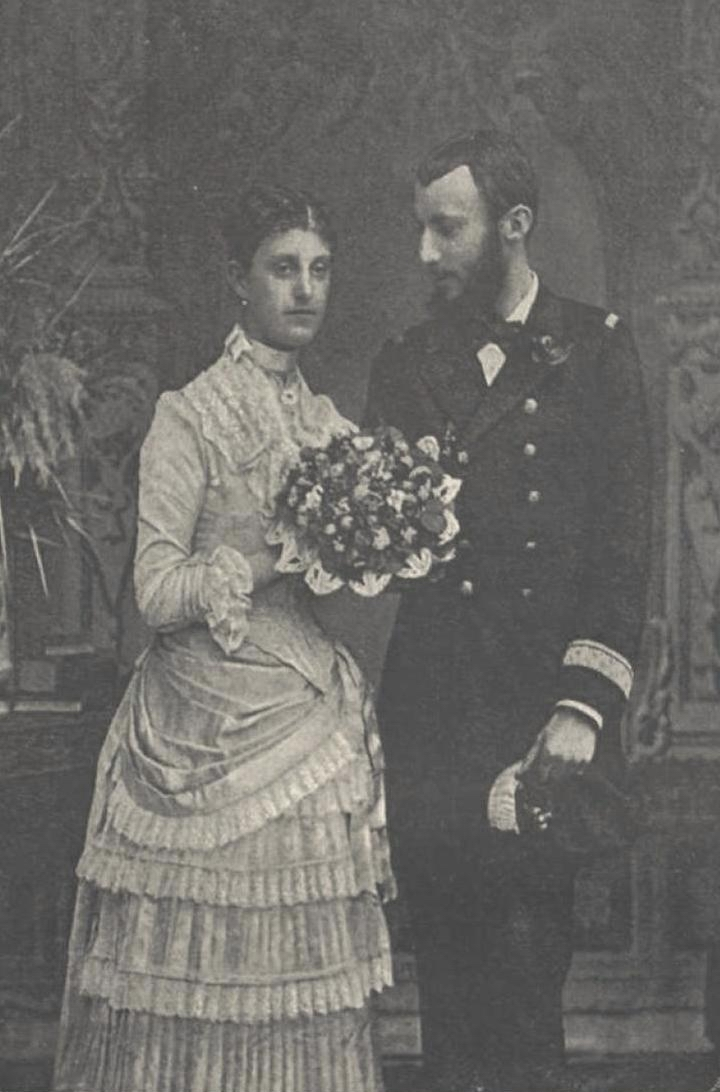
L'Arciduca Carlo Stefano e sua moglie Maria Teresa d'Asburgo-Toscana, 1886.

### Proprietà
Quando lo zio di Carlo Stefano, l'arciduca Alberto, duca di Teschen morì nel 1895, lui e i suoi fratelli ereditarono grandi proprietà. Le sue più grandi proprietà erano in Galizia soprattutto a Saybusch (ora Żywiec in Polonia). Tra le imprese gestite qui c'era la birreria Żywiec, che fu nazionalizzata dai comunisti dopo la seconda guerra mondiale. Carlo Stefano aveva un palazzo a Pola e un palazzo invernale a Lussin (ora Lussino). Aveva anche un palazzo a Vienna nella Wiedner Hauptstrasse.

## Matrimonio
Il 28 febbraio 1886, a Vienna, Carlo Stefano sposò l'arciduchessa Maria Teresa d'Asburgo-Lorena (1862-1933), figlia dell'arciduca Carlo Salvatore d'Asburgo-Toscana e di sua moglie, la principessa Maria Immacolata di Borbone-Due Sicilie. La cerimonia ebbe luogo alla Hofburg e venne celebrata dal cardinale Cölestin Joseph Ganglbauer.
Carlo Stefano e Maria Teresa ebbero sei figli:
- Arciduchessa Eleonora d'Austria (1886-1974), sposò Alfonso von Kloss;
- Arciduchessa Renata d'Austria (1888-1935), sposò il principe Hieronim Radziwiłł;
- Carlo Alberto (1881-1951);
- Arciduchessa Mechthild d'Austria (1891-1966), sposò il principe Olgierd Czartoryski;
- Leone Carlo (1893-1939), sposò Maria Clotilde di Thuillières, contessa di Montjoye-Vaufrey e de la Roche;
- Guglielmo (1895-1948).

## Ascendenza
|                                                |                              |                                             | Genitori                                |  |  | Nonni |  |  | Bisnonni                     |  |  | Trisnonni             |  |
|                                                |                              |                                             |                                         |  |  |       |  |  | Leopoldo II d'Asburgo-Lorena |  |  | Francesco I di Lorena |  |
|                                                |                              |                                             |                                         |  |  |       |  |  | Leopoldo II d'Asburgo-Lorena |  |  | Francesco I di Lorena |  |
|                                                |                              | Maria Teresa d'Austria                      |                                         |  |  |       |  |  | Leopoldo II d'Asburgo-Lorena |  |  |                       |  |
| Carlo d'Asburgo-Teschen (1771-1847)            |                              |                                             |                                         |  |  |       |  |  | Leopoldo II d'Asburgo-Lorena |  |  |                       |  |
|                                                |                              | Maria Luisa di Borbone-Spagna (1745-1792)   | Carlo III di Spagna                     |  |  |       |  |  |                              |  |  |                       |  |
|                                                |                              | Maria Luisa di Borbone-Spagna (1745-1792)   | Carlo III di Spagna                     |  |  |       |  |  |                              |  |  |                       |  |
|                                                |                              | Maria Luisa di Borbone-Spagna (1745-1792)   | Maria Amalia di Sassonia                |  |  |       |  |  |                              |  |  |                       |  |
| Carlo Ferdinando d'Asburgo-Teschen (1818-1874) |                              | Maria Luisa di Borbone-Spagna (1745-1792)   |                                         |  |  |       |  |  |                              |  |  |                       |  |
|                                                |                              | Federico Guglielmo di Nassau-Weilburg       | Carlo Cristiano di Nassau-Weilburg      |  |  |       |  |  |                              |  |  |                       |  |
|                                                |                              | Federico Guglielmo di Nassau-Weilburg       | Carlo Cristiano di Nassau-Weilburg      |  |  |       |  |  |                              |  |  |                       |  |
|                                                |                              | Federico Guglielmo di Nassau-Weilburg       | Carolina d'Orange-Nassau                |  |  |       |  |  |                              |  |  |                       |  |
| Enrichetta di Nassau-Weilburg (1797-1829)      |                              | Federico Guglielmo di Nassau-Weilburg       |                                         |  |  |       |  |  |                              |  |  |                       |  |
|                                                |                              | Luisa Isabella di Kirchberg                 | Guglielmo Giorgio di Kirchberg          |  |  |       |  |  |                              |  |  |                       |  |
|                                                |                              | Luisa Isabella di Kirchberg                 | Guglielmo Giorgio di Kirchberg          |  |  |       |  |  |                              |  |  |                       |  |
|                                                |                              | Luisa Isabella di Kirchberg                 | Isabella Augusta di Reuss-Greiz         |  |  |       |  |  |                              |  |  |                       |  |
| Carlo Stefano d'Asburgo-Teschen (1860-1933)    |                              | Luisa Isabella di Kirchberg                 |                                         |  |  |       |  |  |                              |  |  |                       |  |
|                                                | Leopoldo II d'Asburgo-Lorena | Francesco I di Lorena                       |                                         |  |  |       |  |  |                              |  |  |                       |  |
|                                                | Leopoldo II d'Asburgo-Lorena | Francesco I di Lorena                       |                                         |  |  |       |  |  |                              |  |  |                       |  |
|                                                | Leopoldo II d'Asburgo-Lorena | Maria Teresa d'Austria                      |                                         |  |  |       |  |  |                              |  |  |                       |  |
| Giuseppe Antonio Giovanni d'Asburgo-Lorena     | Leopoldo II d'Asburgo-Lorena |                                             |                                         |  |  |       |  |  |                              |  |  |                       |  |
|                                                |                              | Maria Luisa di Borbone-Spagna (1745-1792)   | Carlo III di Spagna                     |  |  |       |  |  |                              |  |  |                       |  |
|                                                |                              | Maria Luisa di Borbone-Spagna (1745-1792)   | Carlo III di Spagna                     |  |  |       |  |  |                              |  |  |                       |  |
|                                                |                              | Maria Luisa di Borbone-Spagna (1745-1792)   | Maria Amalia di Sassonia                |  |  |       |  |  |                              |  |  |                       |  |
| Elisabetta Francesca d'Asburgo-Lorena          |                              | Maria Luisa di Borbone-Spagna (1745-1792)   |                                         |  |  |       |  |  |                              |  |  |                       |  |
|                                                |                              | Ludovico Federico Alessandro di Württemberg | Federico II Eugenio di Württemberg      |  |  |       |  |  |                              |  |  |                       |  |
|                                                |                              | Ludovico Federico Alessandro di Württemberg | Federico II Eugenio di Württemberg      |  |  |       |  |  |                              |  |  |                       |  |
|                                                |                              | Ludovico Federico Alessandro di Württemberg | Federica Dorotea di Brandeburgo-Schwedt |  |  |       |  |  |                              |  |  |                       |  |
| Maria Dorotea di Württemberg                   |                              | Ludovico Federico Alessandro di Württemberg |                                         |  |  |       |  |  |                              |  |  |                       |  |
|                                                |                              | Enrichetta di Nassau-Weilburg (1780-1857)   | Carlo Cristiano di Nassau-Weilburg      |  |  |       |  |  |                              |  |  |                       |  |
|                                                |                              | Enrichetta di Nassau-Weilburg (1780-1857)   | Carlo Cristiano di Nassau-Weilburg      |  |  |       |  |  |                              |  |  |                       |  |
|                                                |                              | Enrichetta di Nassau-Weilburg (1780-1857)   | Carolina d'Orange-Nassau                |  |  |       |  |  |                              |  |  |                       |  |
|                                                |                              | Enrichetta di Nassau-Weilburg (1780-1857)   |                                         |  |  |       |  |  |                              |  |  |                       |  |